# Биструха (Абатський район)
Бистру́ха (рос. Быструха) — село у складі Абатського району Тюменської області, Росія.
Населення — 775 осіб (2010, 847 у 2002).
Національний склад станом на 2002 рік:
- росіяни — 88 %